# Setge de Terol (1838)
El Setge de Terol de 1838 fou un dels episodis de la primera guerra carlina.

## Antecedents
La rebel·lió va esclatar després de la convocatòria de les Corts el 20 de juny de 1833 quan el pretendent don Carles, refugiat a Portugal es va negar a jurar lleialtat a Maria Cristina de Borbó-Dues Sicílies i l'1 d'octubre, recolzat per Miquel I de Portugal va el seu dret al tron. A Morella Rafael Ram de Viu Pueyo va proclamar rei a Carles V el 13 de novembre, tot i que va ser ocupada per forces liberals el 10 de desembre, i a la mort de Ram de Viu Manuel Carnicer va assumir la prefectura militar de l'exèrcit carlí al Baix Aragó i el Maestrat. L'execució de Carnicer va ocasionar l'assumpció del comandament del front per Ramon Cabrera. A la primavera de 1836, aquest ja comandava 6.000 homes i 250 cavalls que operaven a l'entorn de Cantavella, que va fortificar i es va convertir en el centre d'operacions, amb una presó, fàbrica d'artilleria i dos hospitals.
Cabrera es va afegir a l'Expedició Gómez per intentar prendre Madrid, deixant afeblit el Maestrat, i un cop superat el període de paralització de l'exèrcit causat pel Motí de la Granja de San Ildefonso, es va nomenar Evaristo San Miguel com a comandant de l'exèrcit del Centre, que va capturar Cantavella, recuperada en 24 d'abril de 1837, quan la seva guarnició es va rendir en un atac simultani dels carlins a Cantavella, Sant Mateu i Benicarló.

## El setge
Terol fou assetjada per Juan Cabañero el 30 de gener de 1838 sent batut prop de la ciutat, donada la presència de Leopoldo O'Donnell, que hi tenia la seva caserna.

## Conseqüències
El 31 de gener de 1838, procedent de Benicarló, entrava Ramon Cabrera a Morella i a continuació queien Calanda, Alcorisa i Samper, i s'atacava Alcanyís, Xiva. Gandesa.
El 9 de febrer Cabrera posà setge a Gandesa però el 24 de febrer ordenà al coronel Juan Cabañero que abandonés el setge i sorprendre Saragossa, que suposaria la ràpida presa de tot l'Aragó, la connexió dels fronts català i navarrès, i la de tot Espanya al nord de Madrid. El 3 març van sortir de Gandesa uns tres-cents genets de la Cavalleria de Tortosa, manada pel coronel José Lespinace, i entre 2.200 i 3.000 infants a les ordres del brigadier Cabañero, passant per Alloza, Ariño, Belchite i Lécera, fins que en el Pas del Bestiar es van reunir amb un carlí de Saragossa que els va conduir fins Torrero, a tocar de la ciutat, on van arribar al vespre del 4 de març, on van esperar que es fes de nit.
La matinada del 5 de març un reduït grup de soldats es va reunir a la Torre del Ponte amb alguns dels carlins que no havien fugit en 1834, que van facilitar a les tropes de Cabañero els mitjans per travessar el Huerva i assaltar la ciutat, guiant-los fins a la muralla, arribant fins a la Porta del Carme, i un destacament entrà a la ciutat amb escales., però uns trets prop de la porta de Santa Engracia van alertar el cap de la guàrdia del Principal, que va de seguida va donar ordres que es toqués a generala, i els saragossans van llançar-se en massa al carrer i lluitar contra els invasors, que van fugir, i Juan Cabañero fou destituït quan es trobà amb Ramon Cabrera a Cantavella.